# Hortensia von And
Hortensia von And er en figur i Disneys tegneserier. Hun blev født i 1876 i Glasgow, Skotland. Hendes forældre var Frederik von And og Clementine O'And. Hun har fra hun var helt lille haft et ubehageligt temperament.
I 1902 kom hendes ældre bror Joakim von And til Skotland, og tog hende og deres søster Andrea von And med sig. Da Joakim etablerede Andeby, Calisota, USA som sin hjemmebase, begyndte han med at rejse jorden rundt, for at udvide sit finansielle imperium. Fra 1902 til 1930 styrede hans søstre det hele fra hjemmebasen, mens han var væk. I løbet af disse år mødte hun sin kæreste Rapmus And, som hun giftede sig med i 1920. Senere samme år fødte hun to tvillinger. Hendes søn fik navnet Anders And og datteren Della And. Af de to, var det kun drengen der arvede sin mors temperament. Ved en kamp med Joakim i 1930 stoppede alt sammenhold mellem ham og hans familie.